# Кольцевые структуры

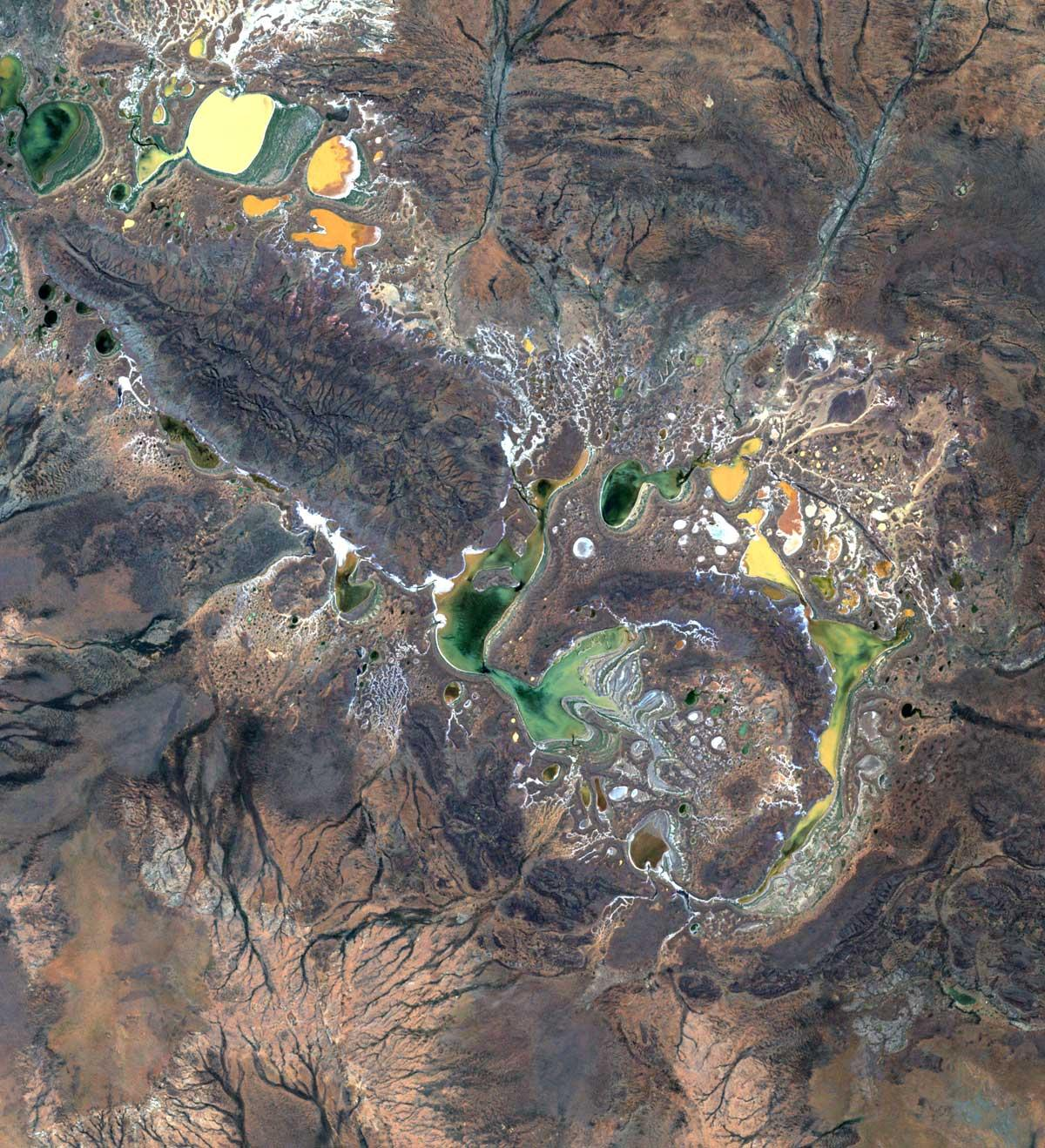
Вид импактного кратера Шумейкер в Австралии из космоса

Кольцевые структуры (англ. Ring structures, нем. Ringstrukturen) — геологические образования в плане кольцевой, округлой или овальной формы в каменной оболочке Земли и других планетных тел.
Устанавливаются, в основном, путём геологического дешифрирования космических и аэровысотных снимков земной поверхности.
Кольцевые структуры — разнородные по генезису и форме проявлений на снимках геологические объекты с центральной симметрией. Предложено большое количество классификаций кольцевых структур. Общепринято разделять их на тектонические, магматические, метаморфические и импактные. Отдельно стоят гигантские кольцевые структуры, так называемые, нуклеары диаметром в сотни и тысячи километров, сформированные, предположительно, на ранних стадиях образования земной коры, возможно, под действием интенсивной метеоритной бомбардировки при завершении аккреции.
Тектонические кольцевые структуры разделяют на положительные (своды и купола) и негативные (впадины и мульды). К этому же типу относятся разломы и зоны трещин кольцевой и дуговой форм в плане.
Среди магматических выделяются структуры, обусловленные нераскрытыми или частично раскрытыми интрузивными массивами, интрузиями округлой формы или концентрического строения с ореолами контактово-изменённых пород.
Некоторые кольцевые структуры соответствуют кольцевым дайковым комплексам. В полях развития вулканических пород кольцевые структуры выражены системой кольцевых и дуговых трещин у вулканов центрального типа, кальдерами, вулкано-тектоническими поднятиями и депрессиями.
Метаморфические кольцевые структуры включают гранитно-гнейсовые купола и овалы.
Кроме того, выделяют астроблемы, генезис которых до конца не выяснен — возможно как их метеоритное, так и геологическое происхождение. К ним относится большинство кольцевых структур, планетных тел земной группы.
С изучением кольцевых структур связано обнаружение неизвестных ранее закономерностей в размещении кольцевых структур, в том числе компактного характера над нераскрытыми интрузивными массивами, низкотемпературного орудения, связанного с вулканическо-тектоническими кольцевыми структурами, зональности орудения по отношению к кольцевым структурам нуклеарной природы.
Крупные кольцевые структуры (или концентры) могут играть важную роль в локализации зон нефтегазового накопления и отдельных месторождений нефти и газа. Тектонические кольцевые структуры часто служат индикаторами малоамплитудных поднятий в платформенных областях, перспективных по нефтегазоносности.

## Источник
- Білецький В. С. (ред.): Гірничий енциклопедичний словник, т. 1 ISBN 966-7804-14-3  (укр.)